# Genética molecular
A genética molecular é a área da biologia que estuda a estrutura e a função dos genes a nível molecular. A genética molecular usa os métodos da genética e da biologia molecular. É chamada assim para se diferenciar de outros campos da genética como a genética ecológica e a genética populacional. Um campo importante da genética molecular é o uso de informação molecular para determinar padrões de descendência, e assim a classificação científica correta dos organismos: a isto chamamos sistemática molecular. 
Junto com a determinação do padrão de descendentes, a genética molecular ajuda a compreender as mutações genéticas que podem causar certos tipos de doenças. Através da utilização dos métodos de genética e biologia molecular, a genética molecular descobre as razões pelas quais as características são exercidas e como e porque algumas podem sofrer mutações.

## Genética Direta(Forward genetics)
Uma das primeiras ferramentas a ser utilizada pelos geneticistas moleculares na década de 1970 foi o rastreio genético (mapeamento genético no Brasil). O objetivo desta técnica é identificar o gene que é responsável por um determinado fenótipo. Muitas vezes usa-se um agente mutagênico para acelerar este processo. Uma vez isolados os organismos mutantes, torna-se possível identificar molecularmente o gene responsável pela mutação.

## Genética Reversa(Reverse genetics)
Embora os rastreios da forward genetics sejam eficazes, podemos usar uma abordagem mais direta:determinar o fenótipo resultante da mutação de um determinado gene. A isto chama-se genética reversa. Em alguns organismos, tais como leveduras, ratos e camundongos, é possível induzir uma detecção num gene específico, criando um gene nocaute. Uma alternativa possível é induzir delecções aleatórias no ADN e selecionar posteriormente as delecções em genes de interesse, usar interferência de RNA e criar organismos transgênicos em que vai haver uma sobre-expressão do gene de interesse.

## Técnicas em genética molecular
Existem quatro técnicas gerais utilizadas para genética molecular: amplificação, separação e detecção, e expressão. A reação em cadeia da polimerase é especificamente utilizada para a amplificação, que é um "instrumento indispensável para uma grande variedade de aplicações". Na técnica de separação e detecção o DNA e o RNAm são isolados a partir de suas células. A expressão do gene em células ou organismos é feita num local ou tempo que não é normal para esse gene específico.

### Amplificação
Há outros métodos para a amplificação além da reacção em cadeia da polimerase. Clonagem de DNA em bactérias é também uma forma de amplificar DNA em genes.

#### Reação em cadeia da polimerase

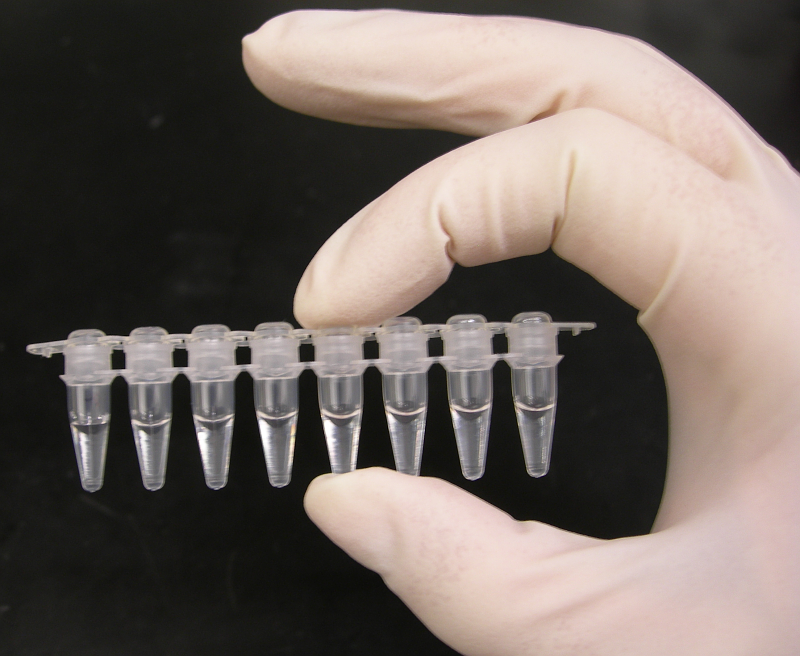
Conjunto de oito tubos de PCR, cada um contendo 100μL.

Os principais materiais utilizados na reação em cadeia da polimerase (PCR - polymerase chain reaction em inglês) são nucleotídeos do DNA, o DNA molde (template), iniciadores (primers) e a Taq polimerase. Nucleótidos de DNA são a base para o novo DNA, o DNA molde é a sequência específica a ser amplificada, iniciadores são nucleótidos complementares que podem ir em ambos os lados do DNA molde, e a polimerase Taq é uma enzima termicamente estável que salta-inicia a produção de DNA novo às temperaturas elevadas necessárias para a reacção. Nesta técnica não é necessário usar as bactérias vivas ou células; tudo o que é necessário é a sequência de bases do DNA e os materiais listados acima.

#### Clonagem de DNA em bactérias
O termo clonagem para este tipo de amplificação envolve fazer múltiplas cópias idênticas de uma sequência de DNA. A sequência de DNA alvo é então inserida num vector de clonagem. Uma vez que este vector origina a partir de um vírus auto-replicante, plasmídeo, ou uma célula superior do organismo, quando o DNA de tamanho apropriado é inserido o "alvo e fragmentos de DNA do vector são então ligados" e criam uma molécula de DNA recombinante. As moléculas de DNA recombinantes são depois colocados em uma cepa de bactérias (E. coli geralmente), que produz várias cópias idênticas por transformação. A transformação é o mecanismo de absorção de DNA possuído por bactérias. No entanto, apenas uma molécula de DNA recombinante pode ser clonada dentro de uma única célula bacteriana, de modo que cada clone é de apenas uma inserção de DNA. 

### Separação e detecção
Na separação e detecção o DNA e o RNAm são isolados a partir de células (a separação) e, em seguida detectados simplesmente pelo isolamento. As culturas celulares são também aumentadas para proporcionar um fornecimento constante de células prontas para o isolamento.

#### Culturas de células

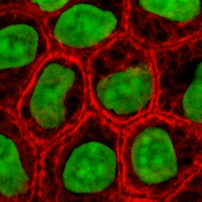
Células epiteliais em cultura. Em vermelho, queratina e em verde, DNA.

Uma cultura de células para a genética molecular é uma cultura que é cultivada em condições artificiais. Alguns tipos de células crescem bem em tais culturas como as células da pele, mas outras células não são tão produtivas em culturas. Existem diferentes técnicas para cada tipo de célula, algumas apenas recentemente encontradas para fomentar o crescimento de células-tronco e nervo. Culturas para a genética molecular são congeladas, a fim de preservar todas as cópias do gene espécime e descongeladas apenas quando necessário. Isto permite um fornecimento constante de células.

#### Isolamento do DNA
O isolamento do DNA extrai DNA a partir de uma célula de uma forma pura. Em primeiro lugar, o DNA é separado a partir de componentes celulares, tais como proteínas, RNA, e lípidos. Isto é feito colocando as células escolhidas em um tubo com uma solução que mecanicamente, quimicamente, rompe as células abertas. Esta solução contém enzimas, produtos químicos, e sais que rompe as células excepto o DNA. Ele contém enzimas para dissolver proteínas, produtos químicos para destruir todos os RNA presentes, e sais para ajudar a puxar o DNA para fora da solução. 
Em seguida, o DNA é separado da solução ao ser girado em uma centrífuga, o que permite que o DNA se acumule na parte inferior do tubo. Após este ciclo na centrífuga a solução é vertida fora e o DNA é ressuspenso em uma segunda solução o que faz com que se torne fácil de trabalhar com o DNA no futuro. 
Isto resulta em uma amostra de DNA concentrada que contém milhares de cópias de cada gene. Para projetos de grande porte, tais como o seqüenciamento do genoma humano, todo esse trabalho é feito por robôs.

#### Isolamento do RNA
DNA expresso que codifica para a síntese de uma proteína é o objectivo final para cientistas e este DNA expresso é obtido através do isolamento de RNAm (o RNA mensageiro). Primeiro, os laboratórios utilizam uma modificação celular normal de ARNm que acrescenta-se a 200 nucleótidos de adenina para o fim da molécula (cauda poli (A)). Uma vez que este tenha sido adicionado, a célula é rompida e o conteúdo da célula é exposto a grânulos sintéticos que são revestidos com nucleótidos da cadeia timina. Devido a Adenina e Timina parearem juntas no DNA, a cauda poli (A) e os grânulos sintéticos são atraídos um para o outro, e uma vez que eles se liguem a este processo, os componentes celulares podem ser lavados sem remover o RNAm. Uma vez que o RNAm foi isolado, a transcriptase reversa é empregue para convertê-lo para ADN de cadeia simples, a partir do qual um DNA de cadeia dupla estável é produzido usando DNA polimerase. O DNA complementar (cDNA) é muito mais estável do que o RNAm e, assim, uma vez que o DNA de cadeia dupla tenha sido produzido ele representa as sequências expressas de DNA que os cientistas procuram.

## Aplicações
Uma de suas aplicações consiste no estudo da mutação e variação de cepas de bactérias.

## O Projeto Genoma Humano
O Projeto Genoma Humano é um projeto de genética molecular, que começou na década de 1990 e foi projetado para levar quinze anos para ser concluído. No entanto, por causa dos avanços tecnológicos o andamento do projeto foi adiantado e o projeto terminou em 2003, tendo apenas treze anos. O projeto foi iniciado pelo Departamento de Energia dos EUA e do National Institutes of Health em um esforço para atingir seis metas estabelecidas. Estes objectivos foram:
1. Identificação de 20 mil a 25 mil genes no ADN humano (embora as estimativas iniciais eram cerca de 100 mil genes);
2. Determinar sequências de pares de base químicos no ADN humano;
3. Armazenar todas as informações encontradas em bancos de dados;
4. Melhorar as ferramentas utilizadas para análise de dados;
5. Transferência de tecnologias para setores privados; e
6. Abordar as questões éticas, legais e sociais (ELSI) que pudessem surgir a partir dos projetos.[9]

## Tópicos relacionados
- Estudo de macromoléculas importantes na herança biológica
- rastreios genéticos
  - interferência por RNA
  - gene nocaute
- transgénicos e sobre-expressão
- mapeamento, clonagem e sequenciação
- expressão génica
  - medida
  - regulação espacial e temporal
  - cDNA
- imprinting
- bactérias e fagos em genética molecular